# Jim Wade
James Williams „Jim“ Wade (* 10. Februar 1947 in Jacksonville (Texas); † 28. November 2020 in Plainview, (Texas)) war ein US-amerikanischer Basketballspieler, der beim 1. FC Bamberg in der Basketball-Bundesliga spielte.

## Laufbahn
Wade lebte ab 1954 im texanischen Plainview. Hier besuchte er die Booker T. Washington School, an der er neben Basketball auch American Football, Baseball, Tennis und Volleyball spielte. Nach seinem Schulabschluss ging er zur Armee.
Er war als Soldat auf einem US-Stützpunkt in Deutschland stationiert, ab 1969 spielte er für den 1. FC 01 Bamberg und war ein entscheidender Mann beim Aufstieg in die Basketball-Bundesliga im Jahr 1970. Seine soldatischen Verpflichtungen führten bei den Bambergern vor Spielen des Öfteren zu Unsicherheiten, ob der Amerikaner teilnehmen können würde, da sein Beruf Vorrang besaß. Auch nach dem Bundesliga-Aufstieg war der 1,93 Meter große Amerikaner in der höchsten deutschen Spielklasse Führungsspieler der Mannschaft. 1971 endete sein Dienst bei der US-Armee, dennoch ging er nicht in sein Heimatland zurück, sondern blieb in Bamberg. In der Saison 1971/72 war er mit 485 in der Haupt- und Endrunde erzielten Punkten erfolgreichster Korbschütze der Bundesliga. Im Laufe des Spieljahres stellte er mit 45 Punkte in einem Spiel eine neue Bundesliga-Bestmarke auf. Wade war in den Bundesligaspielzeiten 1970/71, 1971/72, 1972/73 und 1973/74 jeweils bester Bamberger Korbschütze.
Er wurde als Mann mit großer Ausstrahlung sowie als starker Distanzschütze mit eigenwilliger Wurftechnik und Schwächen in der Verteidigung beschrieben. Der Amerikaner nahm in der Bamberger Mannschaft eine Sonderrolle ein und setzte sich mitunter über Anweisungen hinweg. 1976 beendete Wade, dem zusehends Knieprobleme zugesetzt hatten, nach sieben Jahren in Bamberg seine Basketballlaufbahn und wurde mit einem Abschiedsspiel geehrt. Nach dem Karriereende blieb der Amerikaner, der als Musikliebhaber bekannt war, zunächst in Bamberg und betrieb ein Lokal namens „Wades Star-Disco“. Später zog er in sein Heimatland zurück und lebte im Bundesstaat Texas. Er arbeitete zeitweise in einer Fleischfabrik, dann als Vermessungstechniker und war in der städtischen Verwaltung beruflich tätig. Wade war nierenkrank, wegen eines Knieleidens war er im Alter auf einen Rollstuhl angewiesen.